# Браги

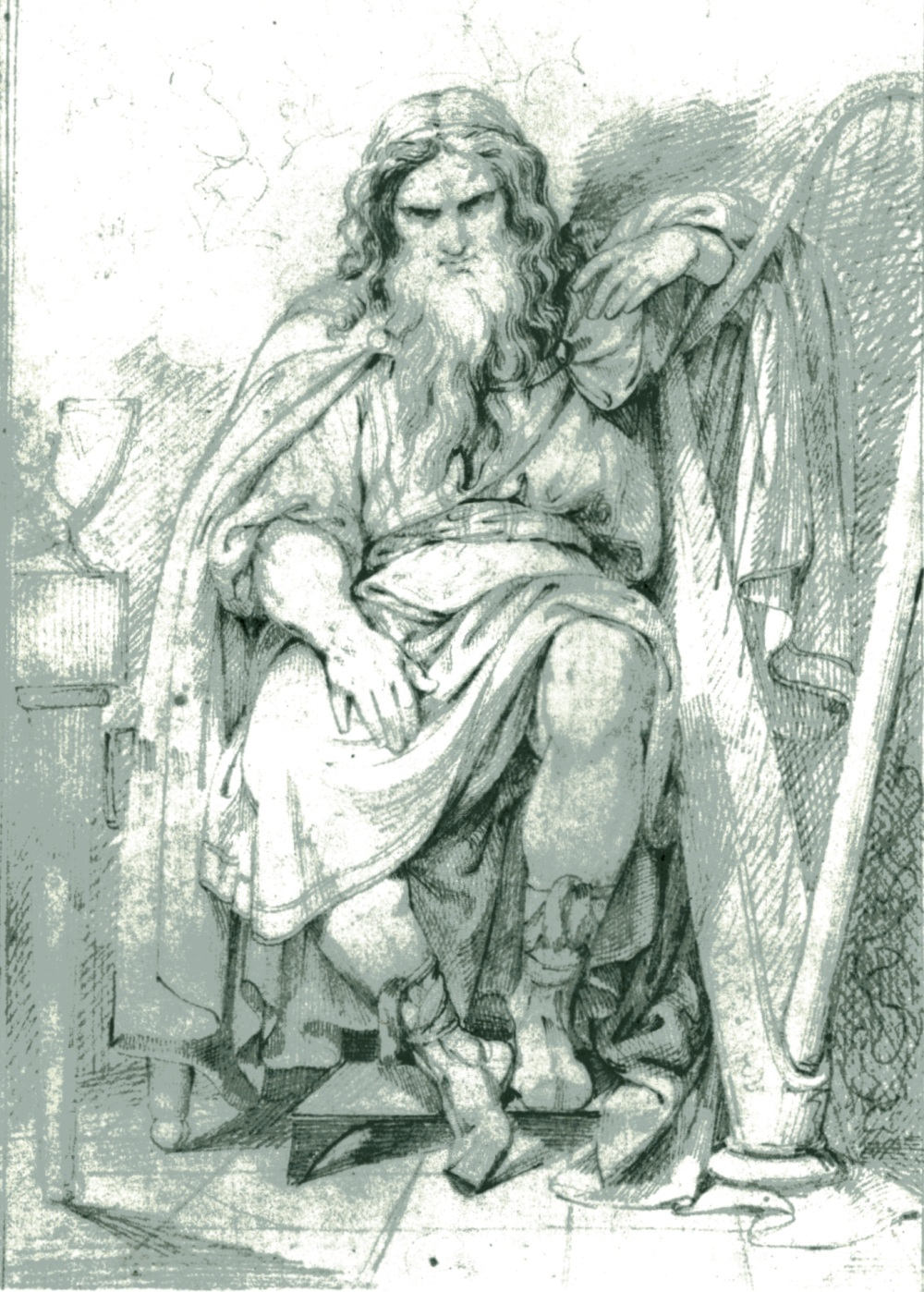
Рисунок Карла Вахлбома (1810—1858)

Бра́ги (от др.-сканд. bragr «поэзия») — в германо-скандинавской мифологии бог-скальд, прославленный мудростью и красноречием, муж богини Идун. Как правило, его изображали старым и с длинной бородой — символом мудрости и богатого опыта, из запаса которого поэтам должно черпать свои мысли и образы.
Имя Браги связано с известным из «Младшей Эдды» мифом о Мёде поэзии. Согласно легенде, Один похитил волшебный напиток у Гуттунга, и, достигнув Асгарда, перелил его в золотые сосуды, которые затем отдал своему сыну Браги. Считается, что с тех пор настоящий талант даруется только избранным.
Рунические письмена, вырезанные по одной песне Эдды (первая песнь о Брунгильде) на его языке, указывают на его мудрость и красноречие. Одна глава «Младшей Эдды» (Брагарёдур) содержит в себе мифические повествования, которые Браги на пире в чертоге богов рассказывает Эгиру. Он принадлежит к асам и по одной песне, позднейшего происхождения (Hrafngaldr), вместе с Хеймдаллем и Локи отправился в царство Хель, когда по знамениям узнал о смерти Бальдра, и три года оставался там у Идун. В память его на пирах гостей обходила круговая чаша, и над ней произносились торжественные обеты.